# Yellow Submarine (sång)
Yellow Submarine är en sång från 1966 av den brittiska popgruppen Beatles, skriven av Paul McCartney och John Lennon och sjungen av trummisen Ringo Starr. Den gavs ut på albumet Revolver och som singel den 5 augusti 1966 i Storbritannien och den 8 augusti 1966 i USA.
Yellow Submarine spelades in den 26 maj 1966 och ljudeffekterna lades på den 1 juni. Bland dessa återfinns klirrande glas, kedjor skramlande i ett badkar och ljudet av bubblor som blåses i vatten. Låten är i skämtstil, och gav 1968 upphov till en tecknad film med The Beatles i huvudrollerna. Paul McCartney lär ha sagt att när han skrev sången, tänkte han sig att små barn skulle sjunga den.
Låten började som en melankolisk akustisk sång av John Lennon.  Lennon föreslog att hans låt kunde kombineras med McCartneys låt om en gul ubåt. 
Det förekommer ibland diskussioner huruvida en "Yellow Submarine" är en omskrivning för en gul kapsel innehållande en hallucinogen drog, då Beatles fick en del kritik för att vara drogliberala. Sången Lucy in the Sky with Diamonds har mött samma typ av kritik, där begynnelsebokstäverna i titeln blir LSD. Även filmen Yellow Submarine har beskrivits som en psykedelisk hallucination. Beatles medlemmar har i intervjuer alltid förnekat att man någonsin förespråkat användandet av droger.

## Instrumentation
- Ringo Starr: sång, trummor
- Paul McCartney: körsång, bas
- John Lennon: körsång, akustisk gitarr
- George Harrison: körsång, tamburin
- Mal Evans: bastrumma
- Neil Aspinall, George Martin, Geoff Emerick, Pattie Boyd, Brian Jones, Marianne Faithfull, Alf Bicknell: körsång

## Alternativa Beatlesversioner
Yellow Submarine kom ut i mono på singel och i både mono- och stereomixningar på olika varianter av LP:n Revolver 1966. En del bakgrundsljud - bl.a. Paul McCartneys bakgrundsröst - hörs dock tydligare i monoversionen.
1969 gavs låten ut på nytt på albumet Yellow Submarine. Även detta album kom ut i både mono- och stereoversion i Europa - dock endast i stereo i USA. Det europeiska stereoalbumet innehöll dock inte någon specifik monomixning utan endast en sammanläggning av vänster och höger stereokanaler. Albumet fanns med i LP-boxen med monoskivor på 1980-talet men inte i den mono-CD-box, som 2009 givits ut med remastrade utgåvor.
En alternativ mixning, där bakgrundsljuden är extra tydligt hörbara kom ut 1996 på CD-EP:n Real Love. 1999 kom ytterligare en mixning på albumet Yellow Submarine Songtrack.

## Andra artisters versioner
Sången Yellow Submarine finns även på svenska, där den heter "Gul, gul, gul är vår undervattningsbåt" sjungen av Per Myrberg och släppt på singel i oktober 1966. En annan version på svenska har spelats in av Hjalle & Heavy, "Gul ubåt" som gavs ut 1998. På danska heter den "En ubåd der er gul " och sjungs av Otto Brandenburg, Bjørn Tidmand och Dario Campetto,   på tyska finns texten "Das Gelbe Unterwasserboot", på franska "Le sous-marin vert" (Den gröna undervattensbåten) som sjungs av Les compagnos de la chanson och på finska "Keltainen jäänsärkijä " som sjungs av komikerna Simo Salminen och Pertti Olavi "Spede" Pasanen.
I svenska radioprogrammet Framåt fredag gjordes en satirversion vid namn "Ryska fyllesvin", syftandes på U 137-incidenten 1981.

## Listplaceringar, The Beatles
| Lista (1966)   | Position         |
| -------------- | ---------------- |
| Australien     | 1 (Go Set)       |
| Danmark        | 1 (DR "Top 20")  |
| Finland        | 6                |
| Flandern       | 1                |
| Irland         | 1                |
| Kanada         | 1                |
| Nederländerna  | 1                |
| Norge          | 1 (VG-lista)     |
| Nya Zeeland    | 1                |
| Spanien        | 3                |
| Storbritannien | 1                |
| Sverige        | 1 (Kvällstoppen) |
| Sverige        | 2 (Tio i topp)   |
| USA            | 2                |
| Vallonien      | 1                |
| Västtyskland   | 1                |
| Österrike      | 1                |